# Hardijs Baumanis
Hardijs Baumanis (ur. 10 grudnia 1967 w Rydze, zm. 6 kwietnia 2015 w Baku) – łotewski dyplomata, ambasador Łotwy na Litwie (2006–2010) i w Indiach (2007–2010), w latach 2010–2015 ambasador w Azerbejdżanie.

## Życiorys
Kształcił się w Instytucie Mikroelektroniki w Moskwie (1985–1991), następnie zaś w obszarze stosunków międzynarodowych na Uniwersytecie Łotewskim (1991–1992). Wiedzę zdobywał również na studiach w Instytucie Hoovera w Stanach Zjednoczonych oraz na Uniwersytecie w Londynie. 
Od 1992 zatrudniony w Ministerstwie Spraw Zagranicznych Republiki Łotewskiej jako referent. W latach 1993–1994 był doradcą prezydenta Guntisa Ulmanisa ds. polityki międzynarodowej, następnie zaś I sekretarzem ambasady Łotwy w Danii (1994–1997), kierownikiem Wydziału Konsularnego Ambasady w Rosji (1997–1998) oraz radcą ds. politycznych (1998–2001). Od 2003 do 2004 był kierownikiem Departamentu Konsularnego MSZ, zaś w latach 2004–2006 konsulem generalnym Łotwy w Sankt Petersburgu. Od 2006 pełnił misję ambasadora nadzwyczajnego i pełnomocnego na Litwie. 26 września 2007 złożył listy uwierzytelniające prezydent Indii, rozpoczynając misję ambasadora nadzwyczajnego i pełnomocnego w tym kraju.  
Od 2010 był ambasadorem w Azerbejdżanie. Zmarł nagle w Baku podczas pełnienia funkcji ambasadorskiej. 
Był rozwiedziony, miał dwóch synów i córkę. 

## Odznaczenia
- Order Dannebroga – Dania
- Medal Rady Bałtyckiej – 2007[3]